# Annie Lordet
Annie Lordet (née Segouffin le 2 mai 1938 dans le 15e arrondissement de Paris et morte le 19 février 2011 dans le 14e arrondissement de Paris) est une athlète française, spécialiste du saut en longueur.

## Biographie
Le 7 août 1958, à Poitiers, elle établit un nouveau record de France du saut en longueur avec 6,02 m. Ce record sera égalé lors de la même compétition, puis battu le 21 août 1958, par Marthe Djian.
Elle remporte deux titres de championne de France du saut en longueur, en 1957 et 1959.